# Druga Republika Czechosłowacka

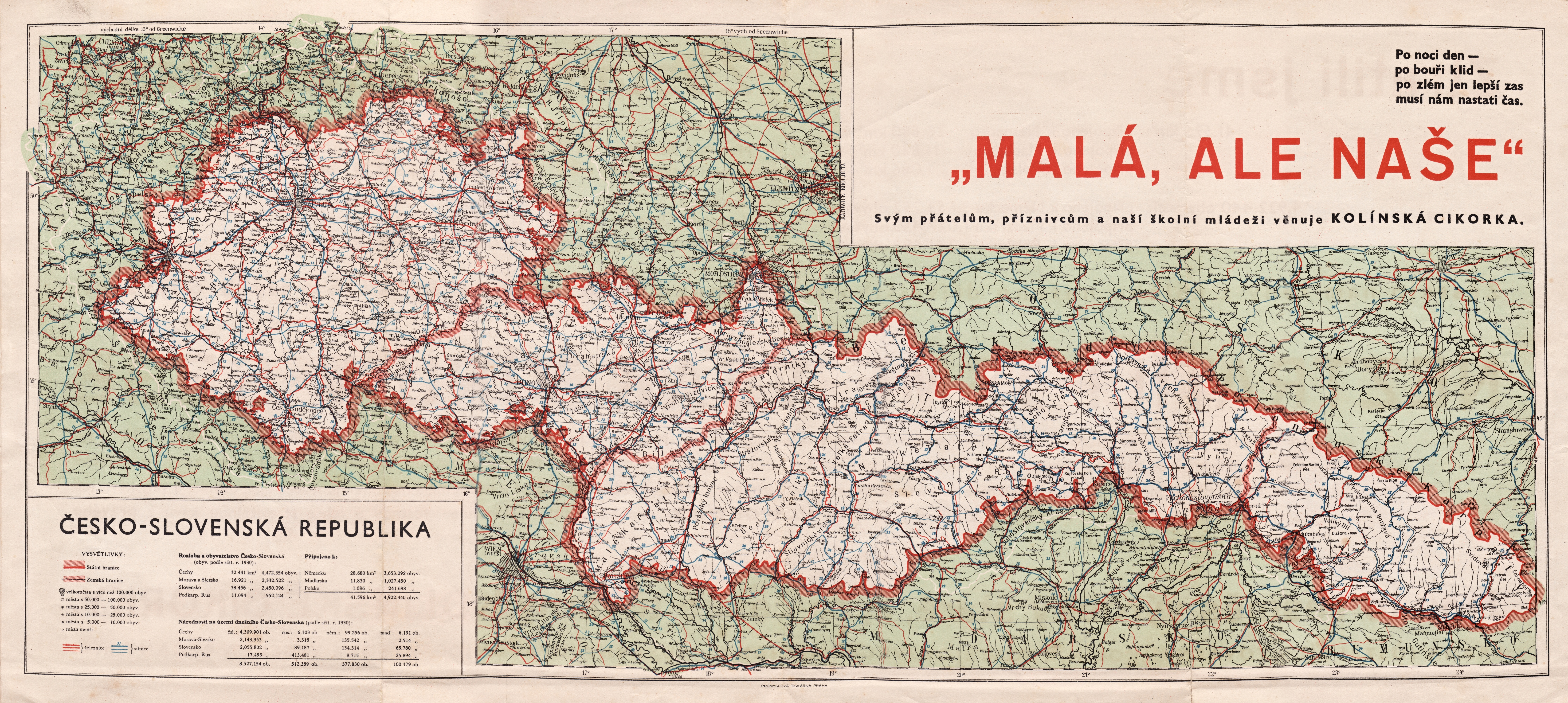
Mapa Czecho-Słowacji 1939

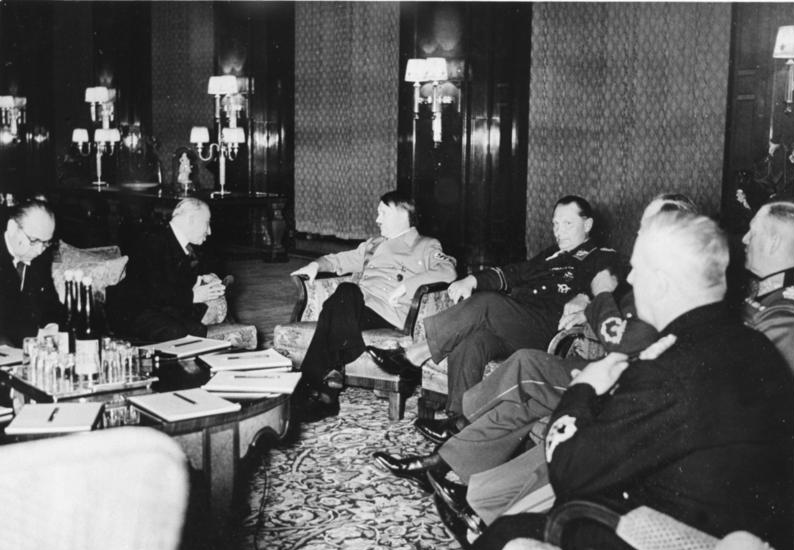
Prezydent Czecho-Słowacji Emil Hácha w Berlinie 15 marca 1939 – ultimatum Hitlera – koniec Czecho-Słowacji

Republika Czecho-Słowacka, Czecho-Słowacja (cz. i słow. Česko-Slovenská Republika, Česko-Slovensko) – państwo powstałe po zajęciu Kraju Sudetów przez III Rzeszę i przekształceniu konstytucyjnym I Republiki Czechosłowackiej 1 października 1938 w państwo federacyjne zwane drugą republiką, złożone z Czech, Słowacji i Ukrainy Karpackiej. Zostało zlikwidowane 16 marca 1939, po ogłoszeniu niepodległości przez Republikę Słowacką (14 marca) i zajęciu pozostałej części przez III Rzeszę i przekształceniu w Protektorat Czech i Moraw.

## Historia
30 września 1938 układ monachijski przyznał Niemcom Kraj Sudetów, zamieszkany przez etniczną większość niemiecką (Niemcy sudeccy). Wobec nierozstrzygnięcia w układzie monachijskim roszczeń Polski do Czechosłowacji na zasadzie parytetu, 1 października 1938 Czechosłowacja przyjęła wystosowane 30 września ultimatum Polski, wyrażając zgodę na zajęcie Śląska Zaolziańskiego, zamieszkanego przez etniczną większość polską. W listopadzie Węgrzy na mocy pierwszego arbitrażu wiedeńskiego zajęli południową Słowację i południową Ruś Zakarpacką z Użhorodem i Mukaczewem, zamieszkane przez etniczną większość węgierską.
W konsekwencji układu monachijskiego i załamania się dotychczasowego systemu sojuszy Czechosłowacji opartych na Francji, wobec rezygnacji Francji i ZSRR z obrony integralności terytorialnej sojusznika, do dymisji podał się dotychczasowy prezydent Edvard Beneš. Zastąpił go Emil Hácha, do tej pory apolityczny prezes Naczelnego Sądu Administracyjnego Czechosłowacji prowadzący wobec Niemiec politykę appeasementu. Po utracie sudeckich fortyfikacji kraj był bezbronny wobec III Rzeszy i pozostałych sąsiadów, pomimo posiadania znacznych zasobów sprzętu wojskowego i fabryk przemysłu zbrojeniowego. Próba odsprzedaży części sprzętu Polsce i krajom bałkańskim została zablokowana przez III Rzeszę. Nowy czeski rząd, na czele którego stanął premier Rudolf Beran, zaczął kopiować model włoskiego faszyzmu, tworząc Partię Jedności Narodowej (cz. Strana národní jednoty) i wprowadzając cenzurę. Działalność Komunistycznej Partii Czechosłowacji, Kominternu i faszystowskiej Vlajki została zakazana. Rząd II Republiki jeszcze przed rozpoczęciem niemieckiej okupacji ograniczył prawa części obywateli wprowadzając antysemickie ustawy rasowe, a dekretem z 2 marca 1939 roku stworzył także obozy dla Romów w Letach i Hodoninie.
Hitler dążył do dalszego rozpadu Czechosłowacji. W Bratysławie doszło do walk, które próbowały spacyfikować wojska federalne. 14 marca 1939 powołany po październiku 1938 autonomiczny parlament słowacki ogłosił w Bratysławie akt niepodległości i utworzenie Republiki Słowackiej. Nastąpiło to pod presją Hitlera i groźbą aneksji kraju przez Węgry, których częścią terytorium Słowacji było do traktatu w Trianon z 1920. Nowe słowackie państwo zostało uznane przez większość państw europejskich, nawet Związek Radziecki, było jednak jedynie satelitą III Rzeszy. Następnego dnia Wehrmacht rozpoczął zajmowanie na terytorium Czech i Moraw, łamiąc ustalenia układu monachijskiego. Doszło do obrony koszar Czajanka. 16 marca 1939 przy wymuszonej zgodzie prez. Emila Hachy III Rzesza utworzyła z zajętych ziem czeskich Protektorat Czech i Moraw. Pozornie zachowany został dotychczasowy ustrój wewnętrzny państwa przy likwidacji armii i przejęciu jej uzbrojenia przez Wehrmacht. Protektorem z ramienia Rzeszy został Konstantin von Neurath. Zasoby wojskowe (500 czołgów i 1600 samolotów) i potencjał czeskiego przemysłu zbrojeniowego zostały przejęte przez III Rzeszę. W maju 1939 depozyt złota Banku Czechosłowacji znajdujący się w bankach Wielkiej Brytanii został na żądanie rządu Protektoratu przekazany do Pragi, gdzie został następnie zagarnięty przez Niemcy, co pozwoliło ugasić kryzys walutowy Rzeszy. Część żołnierzy armii Czecho-Słowacji, głównie lotników, uciekała przez Polskę – a po upadku Polski przez Węgry, Jugosławię i Rumunię – do Francji, biorąc dalej udział w II wojnie światowej. Część uciekinierów wstąpiła w Polsce do efemerycznego Legionu Czechów i Słowaków.
Słowacja została z kolei zmuszona do zawarcia układu podporządkowującego politykę zagraniczną III Rzeszy i dopuściła do wprowadzenia Wehrmachtu na swoje terytorium (pas doliny Wagu). We wrześniu 1939 uczestniczyła w kampanii wrześniowej po stronie III Rzeszy przeciwko Polsce (atak słowacki na Polskę).